# جنبش تمرد

یک نماد از جنبش تمرد

تمرد یک جنبش مردمی در مصر است که برای ثبت نام مخالفان محمد مرسی تأسیس گردید تا بتوانند وی را وادار به فراخوانی برای انتخابات زودهنگام ریاست جمهوری بنمایند. هدف تمرد، جمع‌آوری ۱۵ میلیون امضا در ۳۰ ژوئن ۲۰۱۳، برای اولین سالگرد مراسم تحلیف مرسی بود. 
این جنبش در راه‌اندازی تظاهرات مردمی در مصر از ۳۰ ژوئن تا ژوئیه ۲۰۱۳ و قبل از کودتای ۲۰۱۳ (میلادی) مصر مؤثر بوده‌است.

## تاریخچه
جنبش تمرد توسط پنج تن از فعالان آن، از جمله محمود بدر، سخنگوی رسمی این جنبش، در ۲۸ آوریل ۲۰۱۳ تأسیس شد. این جنبش اعلام کرد که از ۲۹ ژوئن ۲۰۱۳ بیش از ۲۲ میلیون امضا (۲۲۱۳۴۴۶۰) امضا جمع‌آوری نموده است.
اعضای جنبش اظهار داشتند در صورتی که مرسی کناره گیری کند، آنها حامی انتصاب موقت ماهر البحیری رئیس سابق دادگاه عالی قانون اساسی مصر، برای جایگزین مرسی هستند. جنبش تا ۲ ژوئیه ۲۰۱۳ به مرسی مهلت داد تا از قدرت کناره گیری کند؛ و اگر کناره گیری نکند یک کمپین نافرمانی مدنی آغاز خواهد شد.